# Ixodes jonesae
Ixodes jonesae  (лат.) — вид клещей рода Ixodes из семейства Ixodidae. Южная Америка. Паразитируют на млекопитающих: среди хозяев такие грызуны как хомячки Thomasomys laniger, Orozomys minutus (Cricetidae). Вид был впервые описан в 1969 году американским паразитологом Гленом Милтоном Колсом (Glen Milton Kohls, 1905-1986) с соавторами.

## Распространение
Южная Америка: Венесуэла, в высокогорьях на 3000 м над уровнем моря.